# San Manuel de la Sierra
San Manuel de la Sierra är en ort i Mexiko.   Den ligger i kommunen Atzitzintla och delstaten Puebla, i den sydöstra delen av landet, 200 km öster om huvudstaden Mexico City. San Manuel de la Sierra ligger 2 991 meter över havet och antalet invånare är 171.
Terrängen runt San Manuel de la Sierra är kuperad åt sydväst, men åt nordost är den bergig. Runt San Manuel de la Sierra är det ganska tätbefolkat, med 93 invånare per kvadratkilometer. Närmaste större samhälle är Ciudad Serdán, 15,2 km väster om San Manuel de la Sierra. I omgivningarna runt San Manuel de la Sierra växer huvudsakligen savannskog.